# Liste der Bischöfe von Almería
Die folgenden Personen waren Bischöfe von Almería (Spanien):

## Bischöfe von Urci
- San Indalecio (1. Jahrhundert)
- Santiago
- Cantonio um 300
- Pedro de Abdera 589
- Marcelo I. 633
- Marcelo II. 653
- Palmacio 675
- Avito 688
- Genesio 862
- Ya 'qub b. Mahran 941
- Domingo 1147 und 1157

## Bischöfe von Almería
- Pedro 1257
- Diego o Santiago de la Fuente hasta 1434
- Pedro de Écija 1434
- Fernando de Aguilar 1443
- Alfonso Pernas 1447
- Juan de Guetaria 1449
- Bartolomé de Soria 1473
- Francisco Sosa (1515–1520)
- Juan González Meneses (1520–1521)
- Diego Fernández de Villalán, O.F.M. (1523–1556)
- Antonio Corrionero de Babilafuente (1557–1570)
- Francisco Briceño (1571–1571)
- Diego González (1572–1587)
- Juan García (1587–1601)
- Juan Portocarrero, O.F.M. (1602–1631)
- Antonio Viedma Chaves, O.P. (1631–1631)
- Bartolomé Santos de Risoba (6. Juni 1633 bis 26. September 1633) (auch Bischof von León)
- Antonio González Acevedo (1633–1637) (auch Bischof von Coria)
- José Valle de la Cerda, O.S.B. (1637–1640) (auch Bischof von Badajoz)
- José Argáiz Pérez (1641–1645) (auch Bischof von Avila)
- Luis Venegas Figueroa (1646–1651)
- Alfonso de San Vítores y Fransarcen (1652–1654)
- Enrique Peralta y Cárdenas (1654–1659)
- Alfonso Pérez de Humanares (1659–1663)
- Rodrigo de Mandía y Parga (1663–1672)
- Francisco de Luna y Sarmiento (1672–1675)
- Antonio Ibarra (1675–1681)
- Juan Grande Santos de San Pedro (1681–1683)
- Andrés de la Moneda (1683–1688)
- Domingo Orueta y Ceciaga (1688–1701)
- Juan Leyva (1701–1704)
- Juan Bonilla Vargas, O.SS.T. (1704–1710) (auch Bischof von Córdoba)
- Manuel de Santo Tomás Mendoza, O.P. (1707–1713) (auch Bischof von Málaga)
- Jerónimo del Valle Ledesma (1714–1722)
- José Pereto Ricarte, O. de M. (1723–1730)
- José María Ibáñez (1730–1734)
- Diego Felipe Perea Magdaleno (1735–1741) (auch Erzbischof von Burgos)
- Gaspar Molina Rocha, O.S.A. (1741–1760)
- Claudio Sanz Torres y Ruiz de Castañedo (1761–1779)
- Anselmo Rodríguez, O.S.B. (1780–1798)
- Juan Antonio de la Virgen María y Viana (1798–1800)
- Francisco Javier Mier Campillo (1802–1815)
- Antonio Pérez Minayo (1818–1833)
- Anacleto Meoro Sánchez (1847–1864)
- Andrés Rosales Muñoz (1864–1872)
- José María Orberá Carrión (1875–1886)
- Santos Zárate y Martínez (1887–1906)
- Vicente Casanova y Marzol (1907–1921) (auch Erzbischof von Granada)
- Bernardo Martínez y Noval, O.S.A. (1921–1934)
- Diego Ventaja Milán (1935–1936)
- Enrique Delgado y Gómez (1943–1946) (auch Bischof von Pamplona)
- Alfonso Ródenas García (1947–1965)
- Ángel Suquía Goicoechea (1966–1969) (auch Bischof von Málaga)
- Manuel Casares Hervás (1970–1989)
- Rosendo Alvarez Gastón (1989–2002)
- Adolfo González Montes (2002–2021)
- Antonio Gómez Cantero (seit 2021)